# Ganu Gantcheff
Ganu Gantcheff (* vor 1920 in Kasanlak, Bulgarien; † nach 1930) war ein bulgarischer Bildhauer.

## Leben
Die Lebensdaten Gantcheffs sind in der Literatur nicht bekannt. Er kam in den 1920er Jahren nach Paris und fertigte dort einige chryselephantine Statuetten aus Bronze und Elfenbein im Stil des Art déco für die Bildgießerei Arthur Goldscheider. 1930 nahm er in Paris mit seiner Arbeit Pudique (deutsch Bescheiden) am Salon der Société des Artistes Français teil.

## Werke (Auswahl)
- L’effort, 1930
- Homme à l’archer et un lévrier, 1930
- Skieur
- Goéland
- Le mythe de Sisyphe
- Le hâleur
- Le chasseur d’antilope, 1930
- Panthère attaquée par un serpent
- Jeune fille à la biche
- Homme poussant une roue
- Mouette sur une vague
- Tireur à l’arc